# بحيرة متشعبة

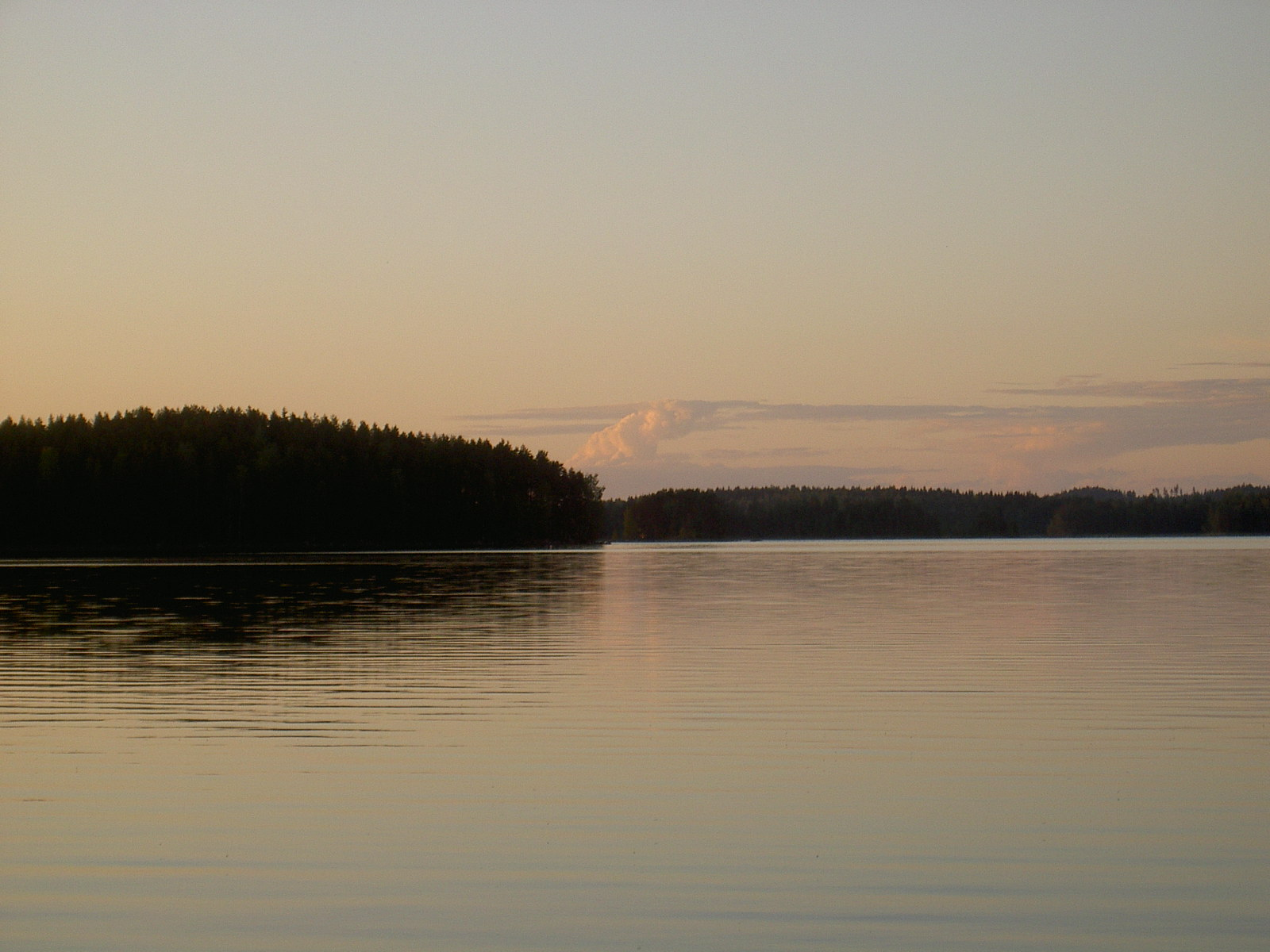
بحيرة فيساكو(Vesijako) في باداسيوكي(Padasjoki) ، فنلندا

البحيرة المتشعبة هي بحيرة تجري مياهها إلى حوضين مختلفين لتتصرف فيها ، وبالتالي لا يمكن تحديد فجوة الصرف بالضبط لأنها تقع في وسط البحيرة.

## أمثلة
اسم فيساكو يعني في الواقع "فجوة الصرف") ولومينا في ليكلاند الفنلندية هما بحيرتان قريبتان في فنلندا ، وكلاهما يصبان في الاتجاهين نفسيهما: في حوض كاميوجي الذي يصب في خليج فنلندا وفي حوض كوكيماينيوكي الذي يصب في خليج بوثنيا .
وبالمثل ، فإن بحيرتي ايسويارفي و اينهوتو تصبان في حوض كارفيانجوكي في منطقة ستاكونتا في غرب فنلندا ولهما منفذين: من اينهوتو تتدفق المياه إلى خليج بوثنيا عبر نهر ايتلايوكي في بوري وإلى بحيرة ايسويارفي عبر نهر بوماركونجوكي.وتتدفق المياه من بحيرة ايسويارفي إلى خليج بوثنيا عبر نهر بوهيايوكي في بوري وعبر نهر ميرقاريفيانيوكي في ميريقارفيا ،وكان هناك تشعبان آخران في حوض كارفيانجوكي في السابق ، واندثرا نتيجة لأفعال بشرية.
ومثال آخر هو بحيرة بونتيكو ، وهي بحيرة ضحلة من صنع الإنسان في مقاطعة دوتشيس ، نيويورك .
بحيرة ديفنبيكر في ساسكاتشوان ، وهي عبارة عن خزان تم إنشاؤه بواسطة سد نهر جنوب ساسكاتشوان ونهر كابيل .وتستمر البحيرة في التصريف إلى النهرين ، لكن نهر كابيل يتلقى تدفقًا أكبر بكثير بسبب السدود. ويصب كلا النهرين في نهاية المطاف في خليج هدسون عبر بحيرة وينيبيغ ونهر نيلسون . وتقع بحيرة ولاستون أيضًا في ساسكاتشوان ، وهي مصدر نهر فوند دو لاك الذي يصب في المحيط المتجمد الشمالي ونهر كوكرين الذي يصب في خليج هدسون والمحيط الأطلسي.[بحاجة لمصدر]
بحيرة أيزا في منتزه يلوستون الوطني هي بحيرة طبيعية متشعبة تصب في محيطين، ويتم تصريف الجزء الشرقي إلى خليج المكسيك (جزء من المحيط الأطلسي) عبر نهر فايرهول، ويتم تصريف الجزء الغربي إلى المحيط الهادئ عبر نهر لويس .[بحاجة لمصدر]
بحيرة بيلر في هوفر وايلدرنيس بكاليفورنيا هي بحيرة طبيعية متشعبة تقع على طول الحاجز العظيم ،ولها منفذين ، أحدهما يصب شرقا في الحوض العظيم ، والآخر يصب غربا إلى المحيط الهادي .
بحيرة أوكي تشوبي في فلوريدا هي مثال نادر بشكل خاص لبحيرة ثلاثية التشعب ، فعبر ممر أوكي تشوبي المائي الاصطناعي، يتدفق شرقًا إلى المحيط الأطلسي عبر نهر سانت لوسي وغربًا إلى خليج المكسيك عبر نهر كالوزاتشي. و يتدفق جزء من مياه البحيرة بشكل طبيعي جنوبًا عبر إيفرجليدز إلى خليج فلوريدا. ونتيجة لهذا التثلث الاصطناعي ، ينتهي التقسيم القاري الشرقي لأمريكا الشمالية عند البحيرة بدلاً من الجنوب بالقرب من ميامي.